# Heinz-Otto Kreiss
Heinz-Otto Kreiss (né le 14 septembre 1930 à Hambourg, mort le 16 décembre 2015 à Stockholm) est un mathématicien et physicien suédois connu pour ses travaux en analyse numérique.

## Biographie
Heinz-Otto Kreiss obtient un PhD à l'Institut royal de technologie de Suède en 1959 sous la direction de Göran Borg (sv).
Il devient professeur à l'École polytechnique Chalmers à Göteborg de 1964 à 1965, puis à l'Université d'Uppsala de 1965 à 1978.
Il rejoint ensuite le California Institute of Technology où il est professeur de 1978 à 1987. À cette date il va à l'Université de Californie à Los Angeles jusqu'en 2001, année de sa retraite.

## Distinctions
- Prix de l'Académie nationale des sciences (États-Unis) pour l'analyse numérique et les mathématiques appliquées en 2002[2].
- Conférence von Neumann de la Society for Industrial and Applied Mathematics en 2003[3].
- Membre de l'Académie royale des sciences de Suède.
- Membre de l'Académie américaine des arts et des sciences.

## Ouvrages
- (en) H. Kreiss, H.-O. Kreiss et J. Oliger, Methods for the Approximate Solution of Time Dependent Problems, International Council of Scientific Unions, World Meteorological Organization, 1973
- (en) Heinz-Otto Kreiss et Jens Lorenz, Initial-Boundary Value Problems and the Navier-Stokes Equations, Academic Press, 1989 (ISBN 0-080-87456-8, lire en ligne)
- (en) Heinz-Otto Kreiss et Hedwig Ulmer Busenhart, Time-dependent Partial Differential Equations and Their Numerical Solution, Springer Science & Business Media, 2001 (ISBN 1-118-83895-5, lire en ligne)
- (en) Bertil Gustafsson, Heinz-Otto Kreiss et Joseph Oliger, Time-dependent Partial Differential Equations and Difference Methods, John Wiley & Sons, 2013 (ISBN 1-118-54852-3, lire en ligne)
- (en) Heinz-Otto Kreiss et Omar Eduardi Ortiz, Introduction to Numerical Methods for Time Dependent Differential Equations, Wiley, 2014 (ISBN 1-118-83895-5)